# باریک بنداها
باریک بنداها (انگلیسی: Bareck Bendaha؛ زادهٔ ۳۰ دسامبر ۱۹۸۳) بازیکن فوتبال اهل الجزایر است.
از باشگاه‌هایی که در آن بازی کرده‌است می‌توان به باشگاه فوتبال اف۹۱ دودلانژ اشاره کرد.